# Bezirksmuseum Mariahilf

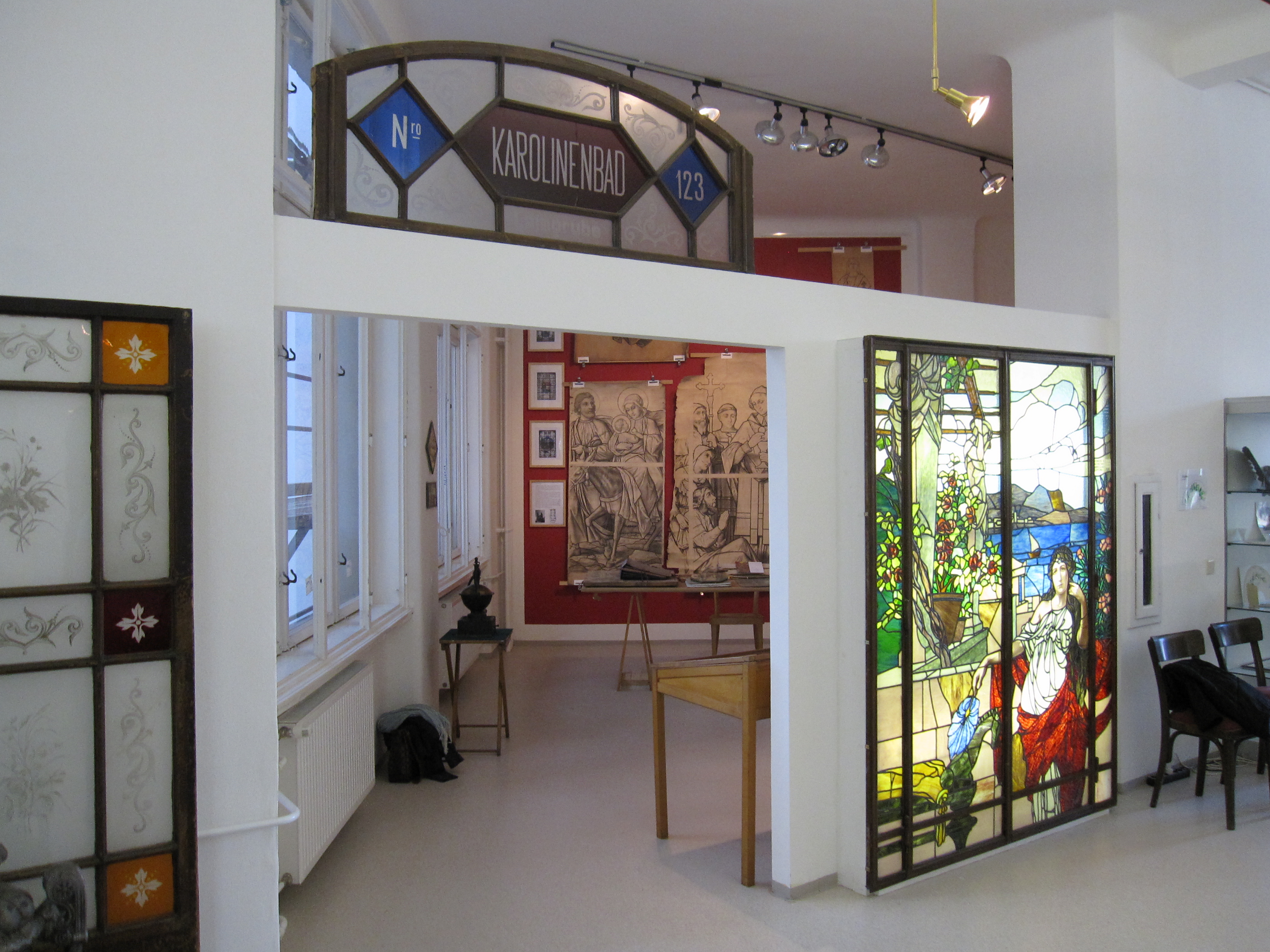
Das Glasmuseum im Bezirksmuseum Mariahilf

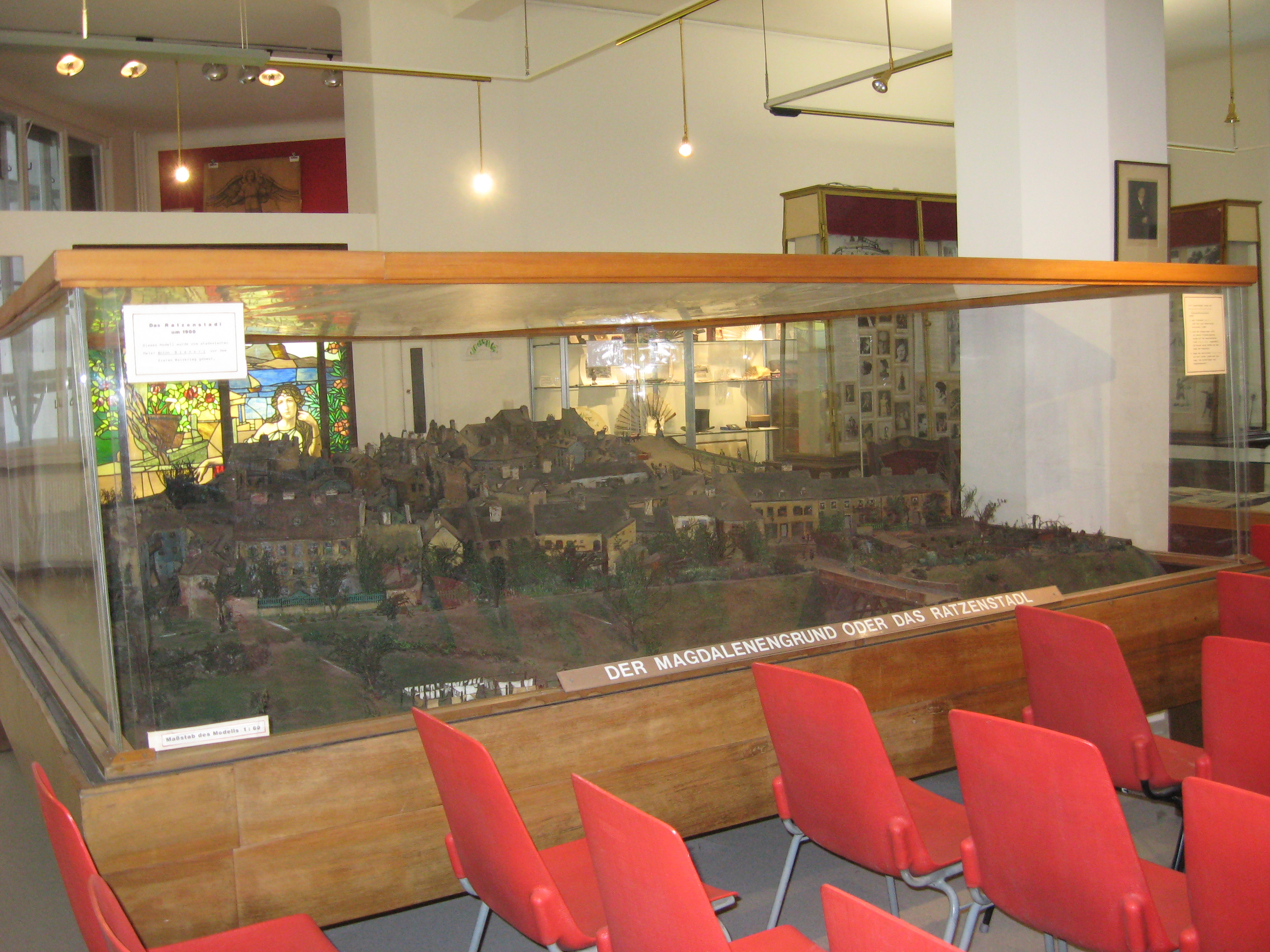
Anton Bienert: Modell des Magdalenengrunds

Das Bezirksmuseum Mariahilf ist ein dem 6. Wiener Gemeindebezirk Mariahilf gewidmetes Bezirks- und Heimatmuseum an der Adresse Mollardgasse 8.
Bestrebungen, ein Mariahilfer Heimatmuseum einzurichten, gab es schon in der Zwischenkriegszeit. Der Heimatforscher Fritz Illing (1899–1967) war dann der Initiator des 1951 zunächst in der Gumpendorfer Straße 4 eröffneten Museums. Im Jahr 1963 publizierte er sein neues „Heimatbuch“. Auch Richard Petrziczek (1903–2001) zählt zu den Pionieren des Bezirksmuseums. 30 Jahre lang, 1968–1988 fungierte er als Museumsleiter – bis zu seinem 95. Lebensjahr. Laut seinem Nachfolger Herbert Sauer investierte er rund eine Million Schilling aus seinem Privatvermögen und baute das Museum beinahe im Alleingang auf. Es sei sein zweites Zuhause gewesen.
1982 übersiedelte das Museum in das unter Denkmalschutz stehende Jugendstilgebäude Mollardgasse 8. Dieses Gebäude wurde 1914 für die Wiener Arbeiterkrankenkassa errichtet. 2008 wurde das Museum nach einer größeren Renovierung neu eröffnet. Aktueller Leiter ist seit 2008 Erich Dimitz.

## Die Sammlungen
Ein 9 m² großes Modell des Bezirksteiles Magdalenengrund („Ratzenstadl“) aus der Zeit um 1900 dar ist das spektakulärste Objekt der Sammlung. Verfertiger war der Maler Anton Bienert (1870–1960). Seit 2008 ist das Glasmuseum Mariahilf Teil des Bezirksmuseums, und, als Expositur, das Naschmarktmuseum.
Kultur- und Unterhaltungsstätten im 6. Bezirk wie das Theater an der Wien, das Apollo Kino und das Raimund-Theater werden ebenso gewürdigt wie alte Gewerbe und berühmte Menschen, die in Mariahilf lebten und wirkten, etwa der Maler Friedrich Amerling. Das Museum verfügt über eine umfangreiche Sammlung alter Ansichtskarten mit Bezirksmotiven, etwa zum Thema Naschmarkt oder Mariahilfer Straße. Dem Museum ist auch eine umfangreiche Sammlung von Münzen, Medaillen und Gemmen zugekommen. Zu den Aktivitäten der Museumsmitarbeiter gehören auch Projekte zur Zeitgeschichte und Oral History. Die Öffnungszeiten sind regelmäßig und nach Vereinbarung. Die Öffnungszeiten gelten auch im Sommer. Im selben Gebäude, im 2. Stock, ist auch das 1983 gegründete Wiener Phonomuseum untergebracht.